# Diana Xu
Diana Xu (戴安娜許) (Shanghai, 1990) è una modella cinese, eletta Miss Universo Cina 2012 il 1º settembre 2012 presso il Shanghai Grand Theatre di Shanghai.
Ad incoronarla è stata la detentrice del titolo uscente, Luo Zilin.
Diana Xu, che è alta un metro e ottanta, ha rappresentato la Cina in occasione della sessantunesima edizione del concorso di bellezza internazionale Miss Universo, che si è tenuto il 19 dicembre 2012 a Las Vegas.